# Auguste Cavadini
Auguste Baptiste Cavadini (Morbio Inferiore, 21 luglio 1865 – Parigi, 18 settembre 1922) è stato un tiratore a segno francese.

## Biografia
Cavadini partecipò ai Giochi della II Olimpiade di Parigi del 1900 nelle gare di carabina, dove vinse una medaglia di bronzo nella gara a squadre.
Partecipò anche ad alcuni campionati mondiali di tiro nelle gare di carabina, in cui vinse in tutto sette medaglie mondiali, delle quali una aurea e sei bronzee.

## Palmarès
| Anno | Manifestazione      | Sede    | Evento                                        | Risultato |
| ---- | ------------------- | ------- | --------------------------------------------- | --------- |
| 1897 | Campionati mondiali | Lione   | Carabina 300 m, 3 posizioni, a squadre        | Bronzo    |
| 1898 | Campionati mondiali | Torino  | Carabina 300 m, 3 posizioni, a squadre        | Oro       |
| 1898 | Campionati mondiali | Torino  | Carabina 300 m, in piedi                      | Bronzo    |
| 1900 | Olimpiadi           | Parigi  | Carabina libera 300 m, 3 posizioni, a squadre | Bronzo    |
| 1900 | Campionati mondiali | Parigi  | Carabina 300 m, 3 posizioni, a squadre        | Bronzo    |
| 1901 | Campionati mondiali | Lucerna | Carabina 300 m, 3 posizioni, a squadre        | Bronzo    |
| 1902 | Campionati mondiali | Roma    | Carabina 300 m, 3 posizioni, a squadre        | Bronzo    |
| 1902 | Campionati mondiali | Roma    | Carabina 300 m, proni                         | Bronzo    |